# Pseudolagozuch
Pseudolagozuch (Pseudolagosuchus – „fałszywy lagozuch”) – rodzaj gada z grupy Dinosauromorpha, do której należały dinozaury i grupy blisko z nimi spokrewnione. Pseudolagozuch żył w późnym triasie, około 236–234 miliony lat temu. Jego niekompletne szczątki odkryto na terenie obecnej Argentyny. Składały się na nie: kręgi, miednica, kość udowa i kość piszczelowa. Według niektórych badaczy (Bonaparte) skamieniałości te mogły w rzeczywistości należeć do żyjącego w tym samym czasie i na tym samym terenie innego archozauromorfa, lagozucha, od którego pseudolagozuch wziął swą nazwę. Zwierzę mierzyło prawdopodobnie około metra długości i 30 cm wysokości, przy masie ciała około 2 kg.

## Filogeneza
Kladogram za Ezcurra, 2006
```
Ornithodira

|--
Pterosauromorpha

|  |
|  `--
Pterosauria

`--
Dinosauromorpha

      |--
Lagerpeton

      `--
Dinosauriformes

           |--
Marasuchus

           `--+--
Pseudolagosuchus

              `--+--
Silesaurus

                 `--+--
Eucoelophysis

                    `--
Dinosauria

                         |--
Saurischia

                         |   |--
Herrerasauridae

                         |   `--
Eusaurischia

                         |       |--
Theropoda

                         |       `--
Sauropodomorpha

                         `--
Ornithischia
```

| ← mln lat temuPseudolagozuch |          |            |          |          |           |         |          |         |          |           |      |    |
| Prekambr←4,6 mld             | Kambr541 | Ordowik485 | Sylur443 | Dewon419 | Karbon359 | Perm299 | Trias252 | Jura201 | Kreda145 | Paleog.66 | Ng23 | Q2 |